# Fußball-Brandenburgliga 2016/17
Die Brandenburgliga 2016/17 war die 27. Spielzeit und die neunte als sechsthöchste Spielklasse im Fußball der Männer. Sie begann am 12. August 2016 mit dem Spiel FC Eisenhüttenstadt gegen den Breesener SV Guben Nord und endete am 17. Juni 2017 mit dem 30. Spieltag.
Der VfB 1921 Krieschow wurde in dieser Saison zum ersten Mal Landesmeister in Brandenburg und stieg damit in die Fußball-Oberliga Nordost auf. Der TuS 1896 Sachsenhausen errang, mit 4 Punkten Rückstand, die Vizemeisterschaft. Zur Winterpause führte VfB 1921 Krieschow nach der Hinrunde die Tabelle der Brandenburgliga an und errang damit den inoffiziellen Titel des Herbstmeisters.
Als Absteiger stand nach dem 30. Spieltag der SV Schwarz-Rot Neustadt (Dosse) fest und musste in die Landesliga absteigen.

## Teilnehmer
An der Spielzeit 2016/17 nahmen insgesamt 16 Vereine teil.
| Mannschaften aus der Brandenburgliga 2015/16 | Mannschaften aus der Brandenburgliga 2015/16 | Mannschaften aus der Brandenburgliga 2015/16 |
| -------------------------------------------- | -------------------------------------------- | -------------------------------------------- |
| SC Eintracht Miersdorf/Zeuthen               | Oranienburger FC Eintracht 1901              | Breesener SV Guben Nord                      |
| Märkischer SV 1919 Neuruppin                 | RSV Waltersdorf 1909                         | FC Stahl Brandenburg                         |
| TuS 1896 Sachsenhausen                       | FV Preussen Eberswalde                       | SV Schwarz-Rot Neustadt (Dosse)              |
| VfB 1921 Krieschow                           | Werderaner FC Viktoria 1920                  | SV Falkensee-Finkenkrug                      |
| FC Eisenhüttenstadt Fn. 1                    |                                              |                                              |

| ▲Aufsteiger aus der Landesliga 2015/16 | ▲Aufsteiger aus der Landesliga 2015/16 | ▲Aufsteiger aus der Landesliga 2015/16 |
| -------------------------------------- | -------------------------------------- | -------------------------------------- |
| TSG Einheit Bernau                     | SG Union Klosterfelde Fn. 2            | Ludwigsfelder FC                       |

## Spielstätten
Die Spielstätten sind nach den Kapazitäten sortiert.
| Logo | Verein                          | Stadion                        | Standort                 | Kapazität |
| ---- | ------------------------------- | ------------------------------ | ------------------------ | --------- |
|      | FC Stahl Brandenburg            | Stadion am Quenz               | Brandenburg/Havel        | 15.500    |
|      | FC Eisenhüttenstadt             | Stadion der Hüttenwerker       | Eisenhüttenstadt         | 10.000    |
|      | Ludwigsfelder FC                | Waldstadion                    | Ludwigsfelde             | 7.868     |
|      | Märkischer SV 1919 Neuruppin    | Volksparkstadion               | Neuruppin                | 5.000     |
|      | FV Preussen Eberswalde          | Westend-Stadion                | Eberswalde               | 4.000     |
|      | Werderaner FC Viktoria 1920     | Arno-Franz-Sportplatz          | Werder/Havel             | 3.000     |
|      | TSG Einheit Bernau              | Sportplatz am Wasserturm       | Bernau bei Berlin        | 3.000     |
|      | Oranienburger FC Eintracht 1901 | Lehnitzsee Immobilien Arena    | Oranienburg              | 2.200     |
|      | TuS 1896 Sachsenhausen          | ELGORA-Stadion                 | Sachsenhausen            | 2.100     |
|      | SV Schwarz-Rot Neustadt (Dosse) | Sportanlage Schulstraße        | Neustadt                 | 2.000     |
|      | SV Falkensee-Finkenkrug         | Sportplatz Leistikowstraße     | Falkensee                | 2.000     |
|      | SC Eintracht Miersdorf/Zeuthen  | Sportplatz Miersdorf           | Zeuthen                  | 2.000     |
|      | SG Union Klosterfelde           | Sportplatz an der Mühlenstraße | Klosterfelde             | 2.000     |
|      | VfB 1921 Krieschow              | Sportplatz Krieschow           | Krieschow                | 1.500     |
|      | Breesener SV Guben Nord         | Sportanlage an der Baumschule  | Guben                    | 1.500     |
|      | RSV Waltersdorf 1909            | HDS-Arena                      | Waltersdorf (Schönefeld) | 1.500     |

## Abschlusstabelle
| Pl. | Verein                          | Sp. | S  | U  | N  | Tore    | Diff. | Punkte | Anm. |
| --- | ------------------------------- | --- | -- | -- | -- | ------- | ----- | ------ | ---- |
| 1.  | VfB 1921 Krieschow              | 30  | 18 | 6  | 6  | 072:410 | +31   | 60     | ▲    |
| 2.  | TuS 1896 Sachsenhausen          | 30  | 16 | 8  | 6  | 062:320 | +30   | 56     |      |
| 3.  | Ludwigsfelder FC (N)            | 30  | 16 | 8  | 6  | 052:340 | +18   | 56     |      |
| 4.  | TSG Einheit Bernau (N)          | 30  | 15 | 8  | 7  | 063:400 | +23   | 53     |      |
| 5.  | RSV Waltersdorf 1909            | 30  | 15 | 4  | 11 | 062:420 | +20   | 49     |      |
| 6.  | Märkischer SV 1919 Neuruppin    | 30  | 13 | 9  | 8  | 058:520 | +6    | 48     |      |
| 7.  | SG Union Klosterfelde (N)       | 30  | 12 | 10 | 8  | 054:480 | +6    | 46     |      |
| 8.  | Oranienburger FC Eintracht 1901 | 30  | 12 | 5  | 13 | 053:600 | −7    | 41     |      |
| 9.  | Breesener SV Guben Nord         | 30  | 11 | 4  | 15 | 048:470 | +1    | 37     |      |
| 10. | FV Preussen Eberswalde          | 30  | 10 | 5  | 15 | 039:490 | −10   | 35     |      |
| 11. | Werderaner FC Viktoria 1920     | 30  | 9  | 8  | 13 | 037:480 | −11   | 35     |      |
| 12. | SV Falkensee-Finkenkrug         | 30  | 8  | 9  | 13 | 042:510 | −9    | 33     |      |
| 13. | SC Eintracht Miersdorf/Zeuthen  | 30  | 8  | 8  | 14 | 042:660 | −24   | 32     |      |
| 14. | FC Stahl Brandenburg            | 30  | 8  | 7  | 15 | 043:600 | −17   | 31     |      |
| 15. | FC Eisenhüttenstadt             | 30  | 6  | 10 | 14 | 040:660 | −26   | 28     |      |
| 16. | SV Schwarz-Rot Neustadt (Dosse) | 30  | 5  | 7  | 18 | 048:800 | −32   | 22     | ▼    |

(N) Aufsteiger aus der Landesliga 2015/16

## Kreuztabelle
Die Kreuztabelle stellt die Ergebnisse aller Spiele dieser Saison dar. Die Heimmannschaft ist in der linken Spalte, die Gastmannschaft in der oberen Zeile aufgelistet.
| 2016/17                         | TSG Einheit Bernau | FC Stahl Brandenburg | Breesener SV Guben Nord | FC Eisenhüttenstadt | FV Preussen Eberswalde | SV Falkensee-Finkenkrug | SG Union Klosterfelde | VfB 1921 Krieschow | Ludwigsfelder FC | Märkischer SV 1919 Neuruppin | SV Schwarz-Rot Neustadt (Dosse) | Oranienburger FC Eintracht | TuS 1896 Sachsenhausen | RSV Waltersdorf 1909 | Werderaner FC Viktoria 1920 | SC Eintracht Miersdorf/Zeuthen |
| ------------------------------- | ------------------ | -------------------- | ----------------------- | ------------------- | ---------------------- | ----------------------- | --------------------- | ------------------ | ---------------- | ---------------------------- | ------------------------------- | -------------------------- | ---------------------- | -------------------- | --------------------------- | ------------------------------ |
| TSG Einheit Bernau              |                    | 1:2                  | 2:2                     | 4:1                 | 0:2                    | 4:1                     | 4:0                   | 4:3                | 2:4              | 7:1                          | 2:0                             | 2:1                        | 3:0                    | 5:2                  | 3:3                         | 3:0                            |
| FC Stahl Brandenburg            | 2:1                |                      | 1:4                     | 0:3                 | 1:0                    | 1:4                     | 2:2                   | 2:3                | 2:5              | 1:2                          | 1:1                             | 1:1                        | 1:1                    | 3:5                  | 2:4                         | 1:4                            |
| Breesener SV Guben Nord         | 1:2                | 4:3                  |                         | 0:0                 | 0:1                    | 0:2                     | 1:3                   | 1:0                | 1:2              | 4:1                          | 4:0                             | 2:5                        | 1:2                    | 4:0                  | 0:0                         | 4:2                            |
| FC Eisenhüttenstadt             | 0:0                | 2:3                  | 1:0                     |                     | 0:4                    | 1:1                     | 2:2                   | 3:3                | 0:3              | 2:1                          | 5:1                             | 2:1                        | 1:1                    | 1:2                  | 1:4                         | 1:1                            |
| FV Preussen Eberswalde          | 0:1                | 0:2                  | 3:0                     | 2:0                 |                        | 1:2                     | 3:1                   | 0:3                | 2:2              | 1:2                          | 3:0                             | 0:0                        | 0:3                    | 2:1                  | 1:2                         | 0:2                            |
| SV Falkensee-Finkenkrug         | 1:1                | 0:0                  | 0:2                     | 4:0                 | 0:1                    |                         | 2:1                   | 1:1                | 1:3              | 2:2                          | 4:4                             | 3:0                        | 1:3                    | 3:0                  | 0:0                         | 5:0                            |
| SG Union Klosterfelde           | 1:1                | 1:0                  | 4:1                     | 2:2                 | 3:0                    | 2:0                     |                       | 0:5                | 3:1              | 4:1                          | 4:4                             | 3:0                        | 0:0                    | 2:2                  | 1:1                         | 2:0                            |
| VfB 1921 Krieschow              | 2:1                | 1:3                  | 2:1                     | 2:1                 | 3:0                    | 6:0                     | 2:1                   |                    | 1:1              | 0:0                          | 3:1                             | 3:0                        | 2:5                    | 3:0                  | 2:0                         | 4:1                            |
| Ludwigsfelder FC                | 1:1                | 0:1                  | 2:1                     | 2:0                 | 2:2                    | 1:0                     | 1:0                   | 4:1                |                  | 1:2                          | 3:2                             | 0:3                        | 2:1                    | 0:0                  | 3:2                         | 2:1                            |
| Märkischer SV 1919 Neuruppin    | 0:1                | 2:0                  | 2:1                     | 6:2                 | 2:2                    | 3:2                     | 3:3                   | 3:3                | 1:0              |                              | 2:1                             | 2:0                        | 2:2                    | 0:2                  | 3:1                         | 6:0                            |
| SV Schwarz-Rot Neustadt (Dosse) | 2:3                | 2:2                  | 2:5                     | 3:1                 | 3:2                    | 1:1                     | 0:2                   | 1:4                | 1:1              | 2:1                          |                                 | 2:3                        | 2:5                    | 0:2                  | 1:3                         | 1:3                            |
| Oranienburger FC Eintracht      | 4:1                | 1:0                  | 1:0                     | 6:1                 | 4:3                    | 2:0                     | 1:1                   | 0:5                | 2:1              | 2:2                          | 4:2                             |                            | 0:3                    | 0:6                  | 2:2                         | 1:2                            |
| TuS 1896 Sachsenhausen          | 1:1                | 2:2                  | 2:0                     | 1:1                 | 3:0                    | 5:1                     | 1:2                   | 0:1                | 0:0              | 1:3                          | 4:1                             | 3:0                        |                        | 3:1                  | 1:0                         | 3:1                            |
| RSV Waltersdorf 1909            | 0:1                | 1:0                  | 1:2                     | 4:1                 | 4:0                    | 3:0                     | 4:0                   | 5:1                | 0:1              | 2:2                          | 2:2                             | 3:2                        | 0:1                    |                      | 2:0                         | 3:1                            |
| Werderaner FC Viktoria 1920     | 1:0                | 2:1                  | 0:1                     | 2:2                 | 0:1                    | 0:0                     | 0:4                   | 1:2                | 0:3              | 2:0                          | 1:5                             | 4:2                        | 0:3                    | 1:0                  |                             | 0:1                            |
| SC Eintracht Miersdorf/Zeuthen  | 2:2                | 1:3                  | 1:1                     | 1:3                 | 3:3                    | 3:1                     | 3:0                   | 1:1                | 1:1              | 1:1                          | 0:1                             | 1:5                        | 3:2                    | 1:5                  | 1:1                         |                                |

## Statistiken

### Torschützenliste
| Pl. | Spieler                 | Mannschaft                      | Tore |
| --- | ----------------------- | ------------------------------- | ---- |
| 1.  | Andy Hebler             | VfB 1921 Krieschow              | 41   |
| 2.  | Paul Döbbelin           | SV Schwarz-Rot Neustadt (Dosse) | 23   |
| 3.  | Andor Müller            | TuS 1896 Sachsenhausen          | 21   |
| 4.  | Markus Lemke            | Märkischer SV Neuruppin         | 20   |
| 5.  | Niklas Goslinowski      | RSV Waltersdorf 1909            | 18   |
| 5.  | Rafael Conrado Prudente | FC Stahl Brandenburg            | 18   |

### Zuschauertabelle
| Pl.    | Verein | Verein                          | Spiele | Zuschauer | ø pro Spiel |
| ------ | ------ | ------------------------------- | ------ | --------- | ----------- |
| 01.    |        | TuS 1896 Sachsenhausen          | 15     | 3.973     | 265         |
| 02.    |        | Oranienburger FC Eintracht 1901 | 15     | 3.451     | 230         |
| 03.    |        | Ludwigsfelder FC                | 15     | 2.903     | 193         |
| 04.    |        | VfB 1921 Krieschow              | 15     | 2.373     | 158         |
| 05.    |        | SG Union Klosterfelde           | 15     | 2.371     | 158         |
| 06.    |        | FV Preussen Eberswalde          | 15     | 2.095     | 140         |
| 07.    |        | SC Eintracht Miersdorf/Zeuthen  | 15     | 2.024     | 135         |
| 08.    |        | FC Eisenhüttenstadt             | 15     | 2.007     | 134         |
| 09.    |        | Breesener SV Guben Nord         | 15     | 1.998     | 133         |
| 10.    |        | Märkischer SV 1919 Neuruppin    | 15     | 1.907     | 127         |
| 11.    |        | RSV Waltersdorf 1909            | 15     | 1.779     | 119         |
| 12.    |        | SV Falkensee-Finkenkrug         | 14     | 1.641     | 117         |
| 13.    |        | SV Schwarz-Rot Neustadt (Dosse) | 15     | 1.618     | 108         |
| 14.    |        | TSG Einheit Bernau              | 15     | 1.461     | 97          |
| 15.    |        | FC Stahl Brandenburg            | 15     | 1.349     | 90          |
| 16.    |        | Werderaner FC Viktoria 1920     | 15     | 1.337     | 89          |
| Gesamt | Gesamt | Gesamt                          | Gesamt | 34.297    | 143         |